# Vitória do Jari
Pour les articles homonymes, voir Jari.
 (décembre 2017).
Si vous disposez d'ouvrages ou d'articles de référence ou si vous connaissez des sites web de qualité traitant du thème abordé ici, merci de compléter l'article en donnant les références utiles à sa vérifiabilité et en les liant à la section « Notes et références ».

Vitória do Jari est une municipalité du Sud de l'État de l'Amapá, dans la mésorégion du Sud de l'Amapá et la microrégion de Mazagão. Sa population est de 10 765 habitants (IBGE 04/2007), pour une superficie de 2,483 km2. Sa densité populationnelle est donc de 4,63 hab/km2.
Elle fait limite avec Mazagão et Laranjal do Jari au Nord, et, dans l'État voisin du Pará, Gurupá au Sud.